# Economía comunitaria

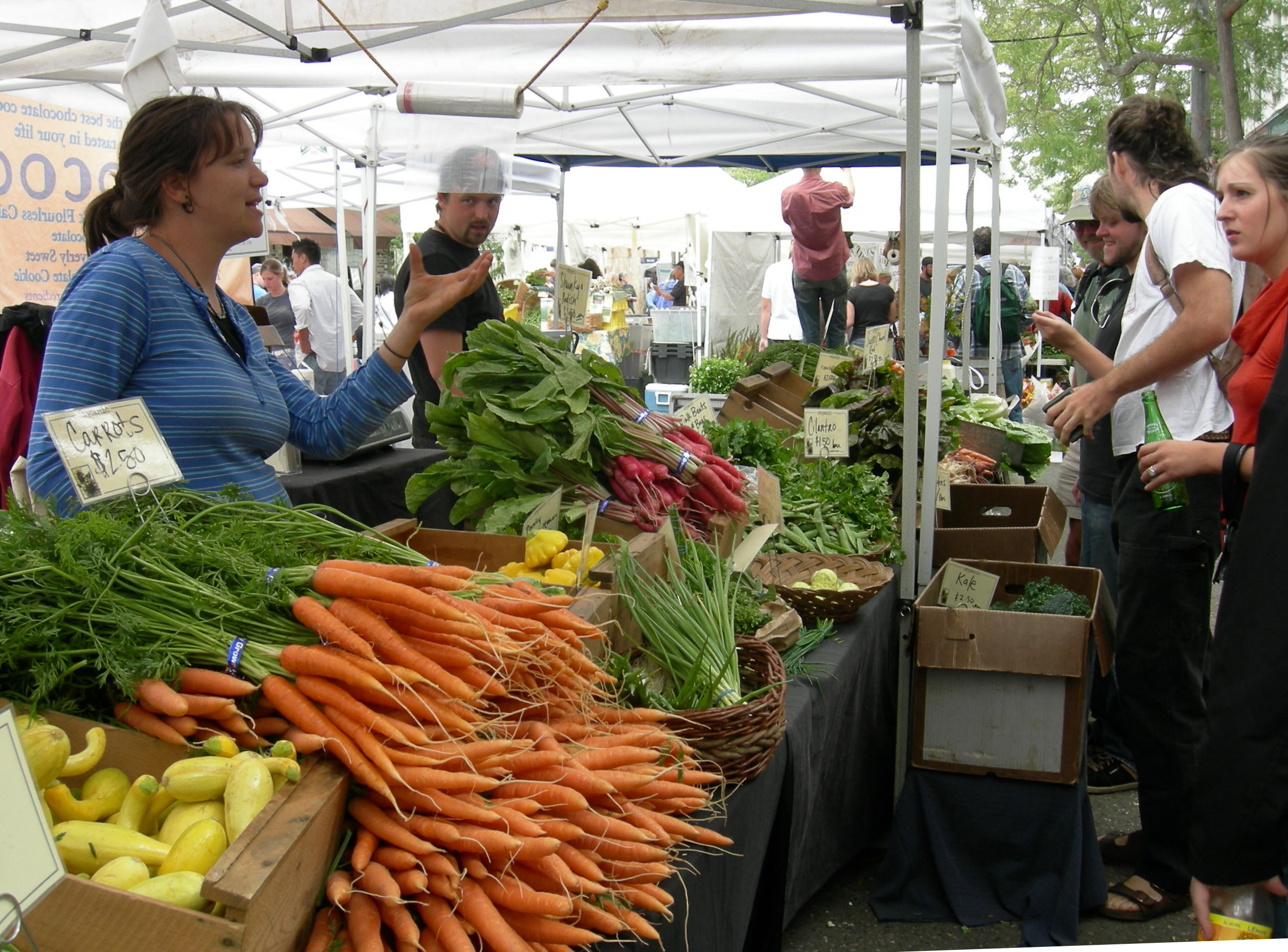
Mercado de productores locales en Ballard, Seattle, Washington.

La Economía basada en la comunidad o Economía comunitaria fomenta la sustitución local de los motores, energías económicas y coerciones externas.
El concepto se contextualiza en los modos de Vida sencilla incluyendo las modernas ecoaldeas y las tradicionales comunidades menonita y amish. En los últimos años ha surgido un interés adicional por este tipo de iniciativas a raíz del problema del pico petrolero, así movimientos como el de las Ciudades en Transición están abogando por un retorno a las economías de escala local.
En cualquier caso es una prioridad en el campo de la economía urbana, donde los conceptos de Economía local y ética (Comercio justo, justicia social), ganan adhesiones cada día.
En ocasiones, la Política verde promueve programas específicos para comunidades económicas y divisas locales, como el Banco de tiempo de las Horas de Itaca.